# Burgemeesterswoning ('t Zandt)

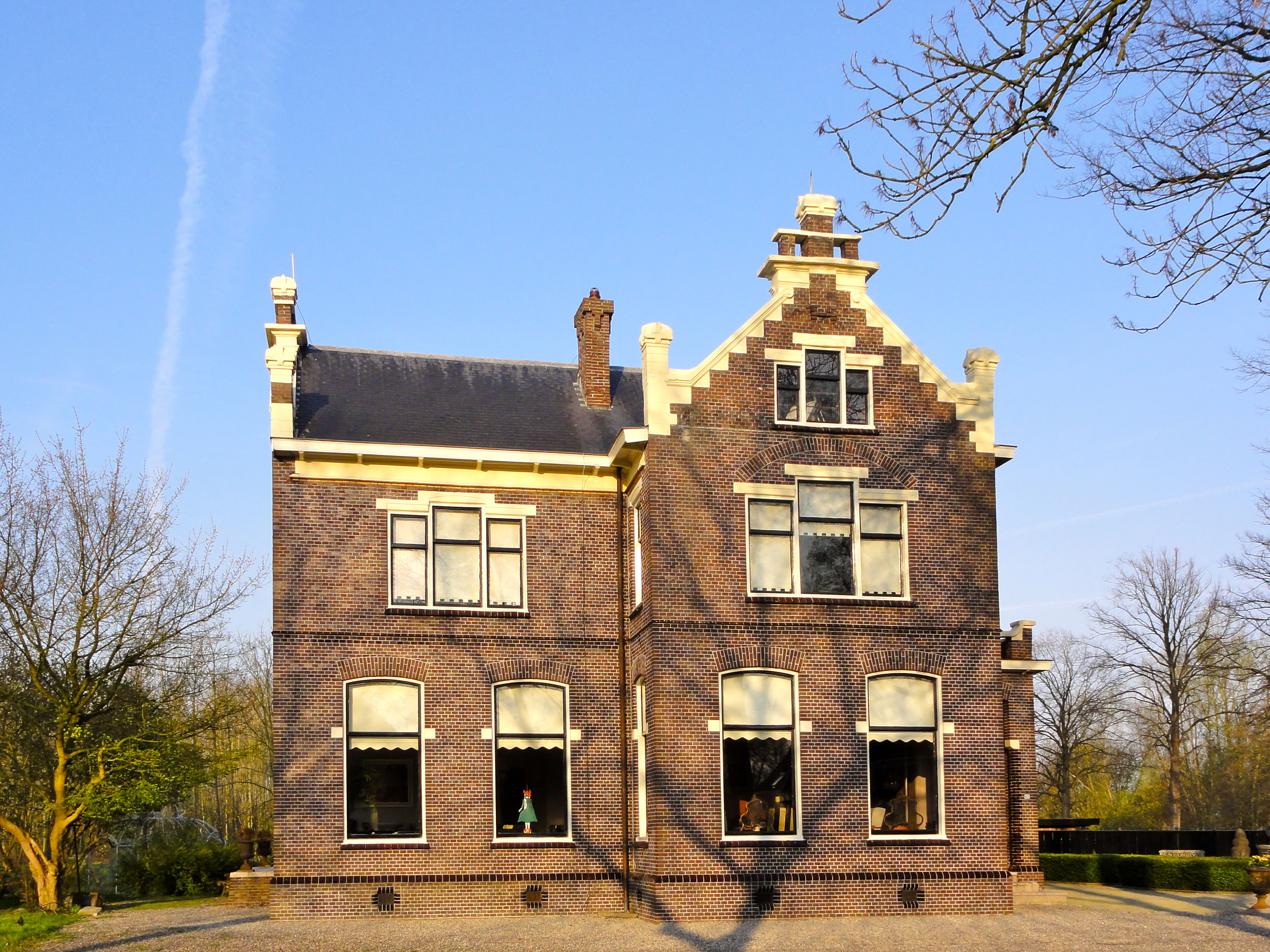
De voormalige burgemeesterswoning aan de Hoofdstraat in 't Zandt anno 2011

De burgemeesterswoning in de Groningse plaats 't Zandt werd in 1911 gebouwd als ambtswoning voor de burgemeester van de toenmalige gemeente 't Zandt.

## Beschrijving
In 1911 gaven de burgemeester van de gemeente 't Zandt, Luurt Harms Coolman, en zijn echtgenote Antje Jacobina Leutscher, de opdracht om een nieuwe ambtswoning te bouwen aan de Hoofdstraat in 't Zandt. Het pand werd ontworpen in een overgangsstijl. Het huis is gebouwd van een bruin gekleurde baksteen. De versiering is sober. Door de H-vensters, de gepleisterde lateien boven de ramen op de verdieping en het gepleisterd klimmend tandfries onder het samengestelde zadeldak wordt variatie in het gevelpatroon verkregen. De ingang bevindt zich aan de noordzijde van de woning. Aan de zuidzijde bevond zich oorspronkelijk een serre, die later werd afgebroken. Aan de westzijde bevindt zich een koetshuis. De aan de straatkant gelegen oostzijde van de woning heeft aan de noordzijde ervan een uitspringend gedeelte onder een tuitgevel. Het interieur is rijk gedecoreerd met art-nouveau-motieven.
De woning is erkend als rijksmonument onder meer vanwege de beeldbepalende ligging, de sobere maar wel verzorgde vormgeving en gaafheid van het pand, als voorbeeld van een burgemeesterswoning uit het begin van de 20e eeuw en vanwege de decoraties van het interieur.